# 이지형 (배우)
이지형(李知炯, 1969년 9월 17일 ~ )은 대한민국의 배우이다.

## 생애
배우 이대로의 2남 중 차남으로 1990년 연극배우 첫 데뷔하였으며 이듬해 1991년 KBS 공채 14기 탤런트로 정식 데뷔하였고 《내일은 사랑》, 《젊은이의 양지》, 《대추나무 사랑 걸렸네》, 《파랑새는 있다》, 《영웅시대》등에 출연하였다.
2003년 3월부터 온누리교회에 출석하면서 온누리교회 찬양팀 리더 등으로 활동하고 있다.

## 출연작

### 텔레비전 드라마
- 《내일은 사랑》 (KBS) - 박성일 역
- 《드라마게임》 (KBS)
- 《딸부잣집》 (KBS)
- 《언제나 푸른 마음》 (EBS)
- 《젊은이의 양지》 (KBS) - 백화(흑곰 수하) 역
- 《대추나무 사랑걸렸네》 - 고성수 역
- 《신고합니다》 (KBS) - 1중대 3소대 장조발 상병 → 병장 역
- 《옛날에 이 길은》 (KBS)
- 《신세대 보고 - 어른들은 몰라요》 (KBS)
- 《감성세대》 (EBS)
- 《파랑새는 있다》 (KBS)
- 《의가형제》 (MBC) - 강릉병원 흉부외과 2년차 전공의 최건영 역
- 《태조 왕건》 (KBS)
- 《부부클리닉 사랑과 전쟁》 (KBS) - 아들의여자, 신혼여행편
- 《여인천하》 (SBS) - 이언적 역
- 《내 이름은 공주》 (MBC)
- 《제국의 아침》 (KBS) - 최승로 역
- 《야인시대》 (SBS) - 서울지방검찰청 김윤도 검사 역
- 《왕의 여자》 (SBS) - 권필 역
- 《영웅시대》 (MBC) - 금동광산 민 사장 역

### 텔레비전 시트콤
- 《남자 셋 여자 셋》 (MBC, 1997년) ... 1997년 여름 방학 특집 문화대 라디오 학업 독려 방송에 나온 문화대학교 산업디자인학과 졸업생 이지형 역으로 목소리 출연(카메오)
- 《세 친구》 (MBC, 2000년) ... 정웅인의 서울 문화중학교 후배 이지형 역으로 단역
- 《연인들》 (MBC, 2001년) ... 한의사 김국진의 대학교 입학 동기이자 대학에서 경제학을 전공한 파이낸셜 펀드 매니저 이지형 역으로 카메오 단역

### 다큐멘터리
- 성탄특집 《일사각오 주기철》 (KBS, 2015년) ... 주기철 역

### 영화
- 1994년 《장미빛 인생》
- 2016년 《일사각오》

### 연극
- 1990년 《햄릿》 ... 오즈리크 역(단역)
- 1993년 《쿠오 바디스》 ... 키케로 역(단역)

### 뮤지컬
- 1996년 《아가씨와 건달들》 ... 빅 줄 역(조연)

### 라디오 프로그램
- 2015년 EBS 《EBS 책 읽는 라디오 낭독 시리즈》